# 586 v. Chr.
Portal Geschichte | Portal Biografien | Aktuelle Ereignisse | Jahreskalender | Tagesartikel

◄ |
7. Jahrhundert v. Chr. |
6. Jahrhundert v. Chr. |
5. Jahrhundert v. Chr. |
►

◄ | 600er v. Chr. | 590er v. Chr. | 580er v. Chr. | 570er v. Chr. |
560er v. Chr. |
►

◄◄ | ◄ | 589 v. Chr. | 588 v. Chr. | 587 v. Chr. | 586 v. Chr. |
585 v. Chr. |
584 v. Chr. |
583 v. Chr. |
► |
►►

## Ereignisse

### Politik und Weltgeschehen
- Der Salomonische Tempel in Jerusalem wird durch die Babylonier unter Nebukadnezar II. zerstört (siehe Eroberung von Jerusalem (587/586 v. Chr.)). Ob im Anschluss daran ein zweites Babylonisches Exil folgt, ist aufgrund der Quellenlage unklar.

### Kultur und Sport
- Die Leitung der Pythischen Spiele geht auf die Delphische Amphiktyonie, einen Rat der zwölf griechischen Stammesgruppen, über. Damit finden in die bisher rein musikalischen Wettkämpfe auch gymnastische Wettkämpfe und Wagen- und Reiterrennen Eingang. Sie finden in Zukunft überdies nicht wie bisher alle acht, sondern alle vier Jahre statt.